# RTJ4
RTJ4 è il quarto album in studio del gruppo musicale statunitense Run the Jewels, pubblicato il 3 giugno 2020.

## Tracce
1. Yankee and the Brave (Ep. 4) – 2:26
2. Ooh La La (featuring Greg Nice & DJ Premier) – 3:01
3. Out of Sight (featuring 2 Chainz) – 3:21
4. Holy Calamafuck – 3:58
5. Goonies vs. E.T. – 3:03
6. Walking in the Snow – 3:55
7. Just (featuring Pharrell Williams & Zack de la Rocha) – 3:25
8. Never Look Back – 2:57
9. The Ground Below – 2:32
10. Pulling the Pin (featuring Mavis Staples & Josh Homme) – 3:37
11. A Few Words for the Firing Squad (Radiation) – 6:42